# Hemishofen
Hemishofen är en ort och kommun i kantonen Schaffhausen, Schweiz. Kommunen hade 502 invånare (2023).